# Craspedosis undulata
Craspedosis undulata là một loài bướm đêm trong họ Geometridae.